# Sphaerophragmium millettiae
Sphaerophragmium millettiae är en svampart som beskrevs av Vienn.-Bourg. 1952. Sphaerophragmium millettiae ingår i släktet Sphaerophragmium och familjen Raveneliaceae.   Inga underarter finns listade i Catalogue of Life.